# Memórias, crônicas e declarações de amor (video)
Memórias, crônicas e declarações de amor è un video concerto della cantante brasiliana Marisa Monte pubblicato su DVD-Video nel 2001.

## Il video
Il DVD Memórias, crônicas e declarações de amor, il primo video in questo formato della cantante di Rio de Janeiro, fu pubblicato nel dicembre del 2001 come testimonianza della tournée seguita al lancio dell'omonimo album del 2000. Il tour di Memorias durò 16 mesi con un totale di 144 concerti in Brasile e nel mondo.
Il DVD fu anticipato nel novembre del 2001 da un singolo contenente due delle canzoni inedite presenti nel video ed entrambe provenienti dalle stesse registrazioni: A Sua e Ontem ao luar.
Il video, prodotto e diretto dai fidati Claudio Torres e Lula Buarque de Hollanda e dalla loro Conspiração Filmes per la Phonomotor Records di Marisa, fu filmato in quattro sere alla ATL Hall di Rio de Janeiro nel giugno del 2001. La produzione musicale del video fu affidata ancora a Arto Lindsay, già produttore dei precedenti dischi della Monte.
Il repertorio del concerto è in gran parte tratto dall'album del 2000. Da quel disco provengono i successi Amor I Love You e O que me importa oltre a Perdão você, Para ver as meninas, Água também é mar, Tema de Amor, Não vá embora, Não é fácil  e Gentileza.
Arrepio proviene dal disco in studio di Barulhinho bom, mentre Enquanto isso proviene da Verde, anil, amarelo, cor-de-rosa e carvão. In questa canzone si ascolta una parte recitata da Laurie Anderson com'era avvenuto nel 1994 per la versione originale.
Come nel disco in studio, nel primo brano Amor I Love You compare, dietro le quinte, ma visibile in uno schermo gigante posto alle spalle della band, Arnaldo Antunes che recita un brano tratto dal romanzo O Primo Basílio di José Maria Eça de Queiroz.
Antunes poi partecipa, in un duetto con Marisa, a uno dei brani inediti del video. La canzone Paradeiro, composta dai tre parceiros che daranno poi vita la progetto Tribalistas l'anno successivo, dà il titolo al disco di Antunes uscito nel 2001 e prodotto da Carlinhos Brown. Sarà proprio dalla esperienza di quel disco che i tre amici decideranno di realizzare il disco Tribalistas.
Altri inediti presenti nel video sono la ballata pop A sua, composta da Marisa, e Ontem ao luar, una composizione del poeta popolare brasiliano Catulo da Paixão Cearense basata su una vecchia polka del 1907 di José Pedro de Alcântara intitolata Dores do coração e poi conosciuta anche Choro e poesia.
Eu te amo, te amo, te amo, anch'essa inedita, è invece un omaggio a Roberto Carlos. La canzone era stata inizialmente scelta per essere pubblicata su singolo, invece le fu preferita A sua.
Il video si conclude con una particolare versione di Bem que se quis, il primo successo di Marisa Monte, traduzione in lingua portoghese di E po' che fá di Pino Daniele. Marisa inizia cantando la canzone a cappella, poi abbandona il palco e la canzone viene continuata in coro dal pubblico par alcuni minuti. Il pubblico, poi, durante i titoli di coda continua cantando Ainda lembro.
Nel DVD sono presenti alcuni contenuti speciali, tra i quali le versioni in audio di Não é fácil, A sua e Eu sei (Na mira). Sono inoltre presenti i videoclip dei singoli tratti dall'album Memórias e alcuni contenuti per PC tra cui i testi delle canzoni in portoghese e inglese.

## Contenuti
- Concerto al teatro ATL Hall di Rio de Janeiro il 28, 29 e 30 giugno 2001.

1. Amor I Love You - (Carlinhos Brown, Marisa Monte)
2. Eu te amo, te amo, te amo - (Roberto Carlos, Erasmo Carlos)
3. Arrepio - (Carlinhos Brown)
4. Perdão você - (Alain Tavares, Carlinhos Brown)
5. O que me importa - (Cury Heluy)
6. Para ver as meninas - (Paulinho da Viola)
7. Água também é mar - (Arnaldo Antunes, Carlinhos Brown, Marisa Monte)
8. Enquanto isso - (Marisa Monte, Nando Reis)
9. Ontem ao luar - (Catúlo da Paixão Cearence, José Pedro de Alcântara)
10. Paradeiro - (Arnaldo Antunes, Carlinhos Brown, Marisa Monte)
11. Tema de amor - (Carlinhos Brown, Marisa Monte)
12. Não vá embora - (Arnaldo Antunes, Marisa Monte)
13. Bem que se quis (E po' che fá) - (Pino Daniele, Nelson Motta)

- Extra

1. Eu sei (Na mira) - (Marisa Monte)
2. Gentileza - (Marisa Monte)
3. Não é fácil - (Arnaldo Antunes, Carlinhos Brown, Marisa Monte)
4. A sua - (Marisa Monte)

- Videoclip

1. Amor I Love You - (Carlinhos Brown, Marisa Monte)
2. Gentileza - (Marisa Monte)
3. O que me importa - (Cury Heluy)

## Formazione
- Marisa Monte - voce e chitarra elettrica
- Arnaldo Antunes - recitato in Amor I Love You, voce in Paradeiro
- Laurie Anderson - voce in Enquanto isso
- Billy Brandão - chitarra classica e chitarra elettrica
- Dadi Carvalho - basso
- Mauro Dinix - cavaquinho, chitarra classica e voce
- Carlos Trihlia - programmazione, tastiere
- Marcelo Costa - batteria e percussioni
- Orlando Costa - percussioni
- Peu Meurrahy - percussioni e voce
- Leonardo Reis - percussioni
- Marya Bravo - voce